# Abstract Windowing Toolkit

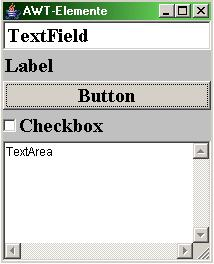
Voorbeeld van een AWT interface (op Windows).

Abstract Windowing Toolkit, meestal afgekort tot AWT, is een API voor het maken van grafische gebruikersomgevingen in de programmeertaal Java. Deze API bevat een groot aantal klassen die onderdelen van grafische schermen representeren, zoals knoppen, panelen en schuifbalken.
AWT gebruikt grafische elementen van het besturingssysteem. Het nadeel hiervan is dat AWT alleen componenten bevat die op alle platformen beschikbaar zijn. Het voordeel hiervan is dat het hiermee geschreven programma er op elk platform uitziet alsof het speciaal voor dat platform geschreven is.